# M/F Sam
M/F Sam – prom pasażerski, wykorzystywany przez przedsiębiorstwo transportowe Strandfaraskip Landsins na Wyspach Owczych. Może pomieścić do 115 pasażerów i 17 samochodów. Jednostka zaczęła być użytkowana w 1975 roku, a obecnie pokonuje trasę między Klaksvík a Syðradalur.

## Historia
Budowę promu ukończono w styczniu 1975 roku, a wodowanie odbyło się 1 sierpnia. Za jego budowę odpowiedzialna była stocznia Blaalid Slip & Mek. Verksted w norweskim Raudebergu. W grudniu 1975 roku prom został przetransportowany na zlecenie farerskiego rządu do Thorshavn i jeszcze w tym samym roku rozpoczął funkcjonowanie, jako M/F Sam II. Nazwę tę zmieniono na obecną dwa lata później. Dawniej współdzielił z promem M/F Ternan trasę między Vestmanną a Oyragjógv, łącząc w ten sposób większą część Wysp Owczych z lotniskiem Vágar. Obecnie pływa pomiędzy Klaksvík a Syðradalur, stanowiąc jedyne połączenie dla wyspy Kalsoy w północnej części archipelagu.